# Assemblée préfectorale d'Aichi
20e législature
19e législature
1-2, 3-chome Sannomaru, arrondissement Naka, Nagoya, préfecture d'Aichi, Japon
Le Parlement de la préfecture d'Aichi (愛知県議会, Aichi-ken gikai) est l'organe législatif de la Préfecture d'Aichi. Comme dans toutes les préfectures, il est élu pour quatre ans, par vote unique non transférable dans des districts électoraux avec un ou plusieurs sièges. Il est responsable pour rédiger et mettre en œuvre les décisions de la préfecture, pour l'approbation du budget et pour les nominations administratives importantes au sein du gouvernement de la préfecture, y compris les vice-gouverneurs de la préfecture. L'assemblée a 102 membres.

## Aperçu
L’Assemblée préfectorale d'Aichi est composée de 102 membres, élus pour un mandat de quatre ans, allant du 30 avril 2023 au 29 avril 2027.
Le mode de scrutin repose principalement sur un système plurinominal dans des circonscriptions correspondant aux villes et communes de la préfecture, avec vote non transférable. Les circonscriptions à un seul siège utilisent quant à elles un scrutin uninominal.
Les élus perçoivent une indemnité pour activités politiques (« seimu katsudōhi ») d’un montant mensuel de 500 000 yens, versée par l’intermédiaire de leur groupe parlementaire.

## Histoire
L’Assemblée préfectorale d’Aichi a été créée le 10 mai 1879, dans le cadre de l’instauration du système moderne d’administration locale au Japon promulguée par le règlement sur les assemblées préfectorales en 1878. Les premières séances se sont tenues dans l’enceinte du temple Higashi Hongan-ji de Nagoya, en attendant la construction d’un bâtiment dédié.
En 1938, à la suite de l’achèvement du siège administratif de la préfecture d’Aichi, la salle des délibérations est transférée à l’intérieur de celui-ci. Le nouvel hémicycle de l’assemblée préfectorale est inauguré en septembre 1975.
Le 14 octobre 2010, lors de la session ordinaire de septembre, un projet prévoyant deux sièges supplémentaires et trois suppressions est adopté, portant le nombre de sièges à 103. Cette modification entre en vigueur lors des élections préfectorales d’avril 2011.
Le 25 mars 2014, un nouveau découpage (1 siège ajouté, 2 supprimés) est voté lors de la session de février, ramenant le nombre de sièges à 102. Cette réforme est appliquée à compter des élections d’avril 2015.
Le 12 avril 2015, lors des élections préfectorales, le Parti communiste japonais fait son retour à l’assemblée avec deux sièges, après douze ans d’absence. À l’inverse, le parti local Genzei Nippon, fondé par le maire de Nagoya Takashi Kawamura, perd toute représentation, après avoir occupé plusieurs sièges depuis 2011.
Le 7 avril 2019, les élections suivantes voient le Parti communiste japonais perdre sa représentation, tandis que Genzei Nippon obtient un siège, regagnant ainsi une présence au sein de l’assemblée.
Le 27 mai 2020, Hiromi Kōbe devient la 100e présidente de l’assemblée préfectorale, devenant ainsi la première femme à occuper ce poste à Aichi. Elle est alors la troisième femme à accéder à la présidence d’une assemblée préfectorale au Japon (après les préfectures de Fukuoka et Shiga) et la seule en fonction à cette date.

## Historique des élections
| Législature | Élection | Composition                                                                        |
| ----------- | -------- | ---------------------------------------------------------------------------------- |
| 20e         | 2023     | Parti libéral-démocrate (58) Indépendants (22) Parti démocrate constitutionnel (9) |
| 19e         | 2019     | Parti libéral-démocrate (57) Indépendants (23) Parti démocrate du peuple (8)       |
| 18e         | 2015     | Parti libéral-démocrate (54) Parti démocrate du Japon (32) Komeito (6)             |

## Liste des présidents
Ci dessous la liste complète des président de l'assemblée depuis 1879.
| Nº de Président | Nom                                 | Date de prise de fonction | Parti poliique                                                      |
| --------------- | ----------------------------------- | ------------------------- | ------------------------------------------------------------------- |
| 101             | Tarō Kawashima (川嶋 太郎)          | Mai 2025                  | Parti libéral-démocrate (自由民主党)                                |
| 100             | Hirobumi Naoe (直江 弘文)           | Mai 2024                  | Parti libéral-démocrate (自由民主党)                                |
| 99              | Yoshiki Ishii (石井 芳樹)           | Mai 2023                  | Parti libéral-démocrate (自由民主党)                                |
| 98              | Kan Suzuki (須﨑 かん)              | Mai 2022                  | Parti libéral-démocrate (自由民主党)                                |
| 97              | Kenji Sakata (坂田 憲治)            | Mai 2021                  | Parti libéral-démocrate (自由民主党)                                |
| 96              | Hiromi Kanbe (神戸 洋美)            | Mai 2020                  | Parti libéral-démocrate (自由民主党)                                |
| 95              | Hakushi Jinno (神野 博史)           | Mai 2019                  | Parti libéral-démocrate (自由民主党)                                |
| 94              | Kōmei Matsukawa (松川 浩明)         | Mai 2018                  | Parti libéral-démocrate (自由民主党)                                |
| 93              | Harumi Nakano (中野 治美)           | Mai 2017                  | Parti libéral-démocrate (自由民主党)                                |
| 92              | Takamasa Suzuki (鈴木 孝昌)         | Mai 2016                  | Parti libéral-démocrate (自由民主党)                                |
| 91              | Goroku Yokoi (横井 五六)            | Mai 2015                  | Parti libéral-démocrate (自由民主党)                                |
| 90              | Takashi Miura (三浦 孝司)           | Mai 2014                  | Parti libéral-démocrate (自由民主党)                                |
| 89              | Hirofumi Kubota (久保田 浩文)       | Mai 2013                  | Parti libéral-démocrate (自由民主党)                                |
| 88              | Isao Kobayashi (小林 功)            | Mai 2012                  | Parti libéral-démocrate (自由民主党)                                |
| 87              | Shinji Iwamura (岩村 進次)          | Mai 2011                  | Parti libéral-démocrate (自由民主党)                                |
| 86              | Noboru Hidaka (日髙 昇)             | Mai 2010                  | Parti libéral-démocrate (自由民主党)                                |
| 85              | Shinji Yoshikawa (吉川 伸二)        | Mai 2009                  | Parti libéral-démocrate (自由民主党)                                |
| 84              | Hiroshi Kurita (栗田 宏)            | Mai 2008                  | Parti libéral-démocrate (自由民主党)                                |
| 83              | Akio Aoyama (青山 秋男)             | Mai 2007                  | Parti libéral-démocrate (自由民主党)                                |
| 82              | Yasuhiro Uchida (内田 康宏)         | Mai 2006                  | Parti libéral-démocrate (自由民主党)                                |
| 81              | Man'ichirō Kawakami (川上 万一郎)   | Mai 2005                  | Parti libéral-démocrate (自由民主党)                                |
| 80              | Minami Katō (かとう 南)             | Mai 2004                  | Parti libéral-démocrate (自由民主党)                                |
| 79              | Hideo Kobayashi (小林 秀央)         | Mai 2003                  | Parti libéral-démocrate (自由民主党)                                |
| 78              | Gaku Teranishi (寺西 学)            | Mai 2002                  | Parti libéral-démocrate (自由民主党)                                |
| 77              | Tomio Mizuno (水野 富夫)            | Mai 2001                  | Parti libéral-démocrate (自由民主党)                                |
| 76              | Ittoku Hamada (浜田 一徳)           | Mai 2000                  | Parti libéral-démocrate (自由民主党)                                |
| 75              | Shōji Kanbe (神戸 昭治)             | Mai 1999                  | Parti libéral-démocrate (自由民主党)                                |
| 74              | Noriyuki Takahashi (高橋 則行)      | Mai 1998                  | ー                                                                  |
| 73              | Shirō Ōmi (大見 志朗)               | Mai 1997                  | ー                                                                  |
| 72              | Kō Kawamura (河村 滉)               | Mai 1996                  | ー                                                                  |
| 71              | Kazuaki Yamamoto (山本 和明)        | Mai 1995                  | ー                                                                  |
| 70              | Susumu Honda (本多 進)              | Mai 1994                  | Parti libéral-démocrate (自由民主党)                                |
| 69              | Etsuo Oda (小田 悦雄)               | Mai 1992                  | ー                                                                  |
| 68              | Yokoi Tamotsu (横井 保)             | Décembre 1991             | ー                                                                  |
| 67              | Toshio Furuhashi (古橋 利夫)        | Mai 1991                  | ー                                                                  |
| 66              | Kei Nonoyama (野々山 啓)            | Mai 1990                  | ー                                                                  |
| 65              | Mitsugu Kojima (児島 貢)            | Mai 1989                  | ー                                                                  |
| 64              | Hajime Nagaki (長木 一)             | Mai 1988                  | ー                                                                  |
| 63              | Toshihiko Kurachi (倉知 俊彦)       | Mai 1987                  | ー                                                                  |
| 62              | Haruyuki Matsui (松井 治之)         | Mai 1986                  | ー                                                                  |
| 61              | Ichirō Asano (浅野 市郎)            | Mai 1985                  | ー                                                                  |
| 60              | Tatsumi Okamoto (岡本 辰巳)         | Mai 1984                  | Parti libéral-démocrate (自由民主党)                                |
| 59              | Akitaka Matsukawa (松川 明敬)       | Mai 1983                  | ー                                                                  |
| 58              | Akira Takahashi (高橋 アキラ)       | Mai 1982                  | Parti libéral-démocrate (自由民主党)                                |
| 57              | Hideo Kubota (久保田 英夫)          | Mai 1981                  | ー                                                                  |
| 56              | Kihē Takeshita (竹下 喜兵衛)        | Mai 1980                  | ー                                                                  |
| 55              | Hiroshi Yoshikawa (吉川 博)         | Mai 1979                  | Parti libéral-démocrate (自由民主党)                                |
| 54              | Tsutomu Maki (真木 勗)              | Mai 1978                  | ー                                                                  |
| 53              | Suzuō Sakai (酒井 鈴夫)             | Mai 1977                  | ー                                                                  |
| 52              | Kaoru Sahashi (佐橋 薫)             | Mai 1976                  | ー                                                                  |
| 51              | Matsujirō Ishikawa (石川 松次郎)    | Mai 1975                  | ー                                                                  |
| 50              | Toyohiko Mizuhara (水平 豊彦)       | Mai 1974                  | Parti libéral-démocrate (自由民主党)                                |
| 49              | Shōichi Shiraha (白羽 正一)         | Mai 1973                  | ー                                                                  |
| 48              | Kōichi Kanda (神田 効一)            | Mai 1972                  | ー                                                                  |
| 47              | Kiichi Sugiura (杉浦 喜市)          | Mai 1971                  | ー                                                                  |
| 46              | Shigezō Hashimoto (橋本 繁蔵)       | Mai 1967 Mai 1965         | Parti libéral-démocrate (自由民主党)                                |
| 45              | Keitarō Kurachi (倉知 桂太郎)       | Mai 1964                  | ー                                                                  |
| 44              | Shōhei Katō (加藤 庄平)             | Mai 1963                  | ー                                                                  |
| 43              | Shigezō Hashimoto (橋本 繁蔵)       | Mai 1954                  | Parti libéral-démocrate (自由民主党)                                |
| 42              | Keitarō Kurachi (倉知 桂太郎)       | Juin 1958                 | ー                                                                  |
| 41              | Ichirō Ishihara (石原 一郎)         | Juin 1957                 | Parti libéral-démocrate (自由民主党)                                |
| 40              | Rikurō Kawai (河合 陸郎)            | Mai 1956                  | ー                                                                  |
| 39              | Seiichi Hayashi (林 清一)           | Mai 1955                  | ー                                                                  |
| 38              | Shigezō Hashimoto (橋本 繁蔵)       | Mai 1954                  | Jiyūtō de 1950 (自由党)                                             |
| 37              | Komahira Ikeda (池田 駒平)          | Mai 1953                  | ー                                                                  |
| 36              | Tomijirō Ezaki (江崎 冨次郎)        | Mai 1952                  | ー                                                                  |
| 35              | Hideseyo Tanabe (田辺 秀世)         | Mai 1951                  | ー                                                                  |
| 34              | Mitsuji Ōta (太田 光二)             | Mai 1950                  | ー                                                                  |
| 33              | Tameji Ōmi (大見 為次)              | Mai 1949 Mai 1947         | Minshutō (民主党)                                                   |
| 32              | Fujimoto Ōtake (大竹 藤知)          | Janvier 1947              | ー                                                                  |
| 31              | Manji Yoshida (吉田 萬次)           | Décembre 1945             | Rikken Minseitō (立憲民政党)                                        |
| 30              | Makoto Kanbe (神戸 真)              | Octobre 1942              | ー                                                                  |
| 29              | Kōji Honda (本多 鋼治)              | Octobre 1939              | Association pour le soutien du Trône • Rikken Minseitō (立憲民政党) |
| 28              | Yasutarō Nagata (永田 安太郎)       | Novembre 1937             | Rikken Minseitō (立憲民政党)                                        |
| 27              | Masanori Noda (野田 正昇)           | Octobre 1935              | ー                                                                  |
| 26              | Masae Katō (加藤 正衛)              | Décembre 1933             | ー                                                                  |
| 25              | Ichizō Ōno (大野 一造)              | Octobre 1931              | ー                                                                  |
| 24              | Masanori Noda (野田 正昇)           | Juillet 1928              | ー                                                                  |
| 23              | Takashi Kuno (久野 尊資)            | Octobre 1927              | ー                                                                  |
| 22              | Goroku Suzuki (鈴木 五六)           | Octobre 1923              | Rikken Seiyūkai                                                     |
| 21              | Itsuzō Takada (高田 逸蔵)           | Octobre 1919              | ー                                                                  |
| 20              | Iwajirō Suzumura (鈴村 岩次郎)      | Novembre 1916             | ー                                                                  |
| 19              | Sentarō Suzuki (鈴木 仙太郎)        | Octobre 1915              | ー                                                                  |
| 18              | Kamajirō Ōike (大池 鎌次郎)         | Novembre 1912             | ー                                                                  |
| 17              | Ichitarō Miwa (三輪 市太郎)         | Octobre 1911              | Rikken Seiyūkai (立憲政友会)                                        |
| 16              | Tsuchikawa Yashichirō (土川 彌七郎) | Octobre 1907              | ー                                                                  |
| 15              | Sentarō Suzuki (鈴木 仙太郎)        | Octobre 1903              | ー                                                                  |
| 14              | Roichi Naitō (内藤 魯一)            | Octobre 1899              | ー                                                                  |
| 13              | Seizō Okamoto (岡本 清三)           | Novembre 1898             | ー                                                                  |
| 12              | Chūzaemon Hashiyama (端山 忠左衛門) | Aout 1896                 | Indépendant                                                         |
| 11              | Itsuo Kozuka (小塚 逸夫)            | Novembre 1892             | ー                                                                  |
| 10              | Roichi Naitō (内藤 魯一)            | Mai 1890                  | ー                                                                  |
| 9               | Tōichirō Mori (森 東一郎)           | Novembre 1888             | ー                                                                  |
| 8               | Roichi Naitō (内藤 魯一)            | Janvier 1888              | ー                                                                  |
| 7               | Tōichirō Mori (森 東一郎)           | Septembre 1886            | ー                                                                  |
| 5               | Chūzaemon Hashiyama (端山 忠左衛門) | Janvier 1886 Mai 1884     | Indépendant                                                         |
| 4               | Masaka Okuda (奥田 正香)            | Avril 1884 Octobre 1882   | Indépendant                                                         |
| 3               | Chūzaemon Hashiyama (端山 忠左衛門) | Janvier 1881              | Indépendant                                                         |
| 2               | Eiji Aoki (青樹 英二)               | Mai 1880                  | Indépendant                                                         |
| 1               | Junpei Takeda (武田 準平)           | Mai 1879                  | Indépendant                                                         |